# Pine River (Wisconsin)
Pine River – miasto w Stanach Zjednoczonych, w stanie Wisconsin, w hrabstwie Lincoln.